# Arsenotučekita
La arsenotučekita és un mineral de la classe dels sulfurs que pertany al grup de la hauchecornita. El nom de l'aquesta espècie mineral indica el domini de l'arsènic a la tučekita.

## Característiques
La arsenotučekita és una sulfosal de fórmula química Ni18Sb₃AsS16. Va ser aprovada com a espècie vàlida per l'Associació Mineralògica Internacional l'any 2020. Cristal·litza en el sistema tetragonal.
L'exemplar que va servir per a determinar l'espècie, el que es coneix com a material tipus, es troba dipositat a les col·leccions del Museu d'Història Natural de Londres (Anglaterra), amb el número de registre: bm 2020,1.

## Formació i jaciments
Va ser descoberta Grècia, concretament a la a mina Tsangli, situada a Larissa (Tessàlia), on es troba en forma de grans anèdrics a subèdrics que varien de mida entre 5 μm i 100 μm, i es presenten com grans monofàsics, normalment associada a pentlandita, gersdorffita, breithauptita i clorita. Aquesta mina grega és l'únic indret de tot el planeta on ha estat descrita aquesta espècie mineral.